# Chrám svatého Jana Křtitele (Kalná Roztoka)
Cerkev svatého Jana Křtitele je dřevěná stavba řeckokatolické církve, která byla postavena na kopci nad obcí Kalná Roztoka v okrese Snina na Slovensku. Je národní kulturní památkou Slovenské republiky. Náleží k farnosti Klenová děkanátu Snina archeparchie prešovská Slovenské řeckokatolické církve.

## Historie
Cerkev byla postavena v roce 1750. Obnova byla v roce 1839 a také v roce 1859, 1893, 1957, 1990–1991, 1993, 1994, restaurována byla v letech 2000–2002, 2014–2015.

## Architektura

### Exteriér
Cerkev je orientovaná dřevěná roubená trojdílná stavba. Na polygonální kněžiště navazuje obdélníková loď s předsíní (babincem) na západní straně. Chrám má věž nad předsíní. Věž má báň na komolém jehlanu a trojramenný železný kříž. Stavební materiálem je bříza, jedle a smrk. Loď a kněžiště jsou společně zastřešeny sedlovou střechou krytou šindelem, nad kněžištěm je střecha valbová. Na hřebenu střechy nad kněžištěm je železný kříž. Kostel je má omítnuté venkovní i vnější stěny a nabílené vápnem. Vchod do cerkve je v západním průčelí přes předsíň.

### Interiér
V kněžišti je barokní hlavní oltář s ikonou Krista a boční oltář z konce 17. století. V interiéru jsou ploché stropy.

### Ikonostas
Ikonostas nese charakteristické známky výroby v Rybotyčské ikonopisné dílně z 18. století s požitím ikon ze 17. století.
Ikonostas má pět řad. V první řadě jsou ikony svatého Mikuláše, Bohorodičky Hodegitria, Krista učitele, svatého Jana Křtitele (patrona chrámu). Ve druhé řadě jsou ikony svátků, ty jsou rozdělené ikonou Poslední večeře. Ve třetí řadě ikon je uprostřed apoštolů Kristus velekněz. Čtvrtou řadu tvoří ikony proroků. Pátou řadu tvoří ikony je Zjevení Krista svatému Mikuláši a svatý Petr a Pavel.
Na carských (hlavních) dvoukřídlých dveřích jsou čtyři evangelisté a Zvěstování Panně Marii. Na ostění carských dveří je znázorněn vlevo svatý Basil Velký a napravo svatý Jan Zlatoústý.

## Okolí
Cerkev je ohrazena dřevěným plotem s branami (kopie z roku 1990), který je součástí kulturní památky.
V blízkosti západního průčelí cerkve se nachází kopie dřevěné zvonice (z roku 2001) na kamenné podezdívce se svislými bedněnými stěnami a otevřenou horní části. Má jehlanovou šindelovou střechu s trojramenným křížem. Zvonice má dva zvony z roku 1908 a 1993 a je kulturní památkou Slovenska. Zvonice byla postavena z důvodů špatného stavu zvonové věže cerkve a také pořízením dalšího zvonu.

## Galerie

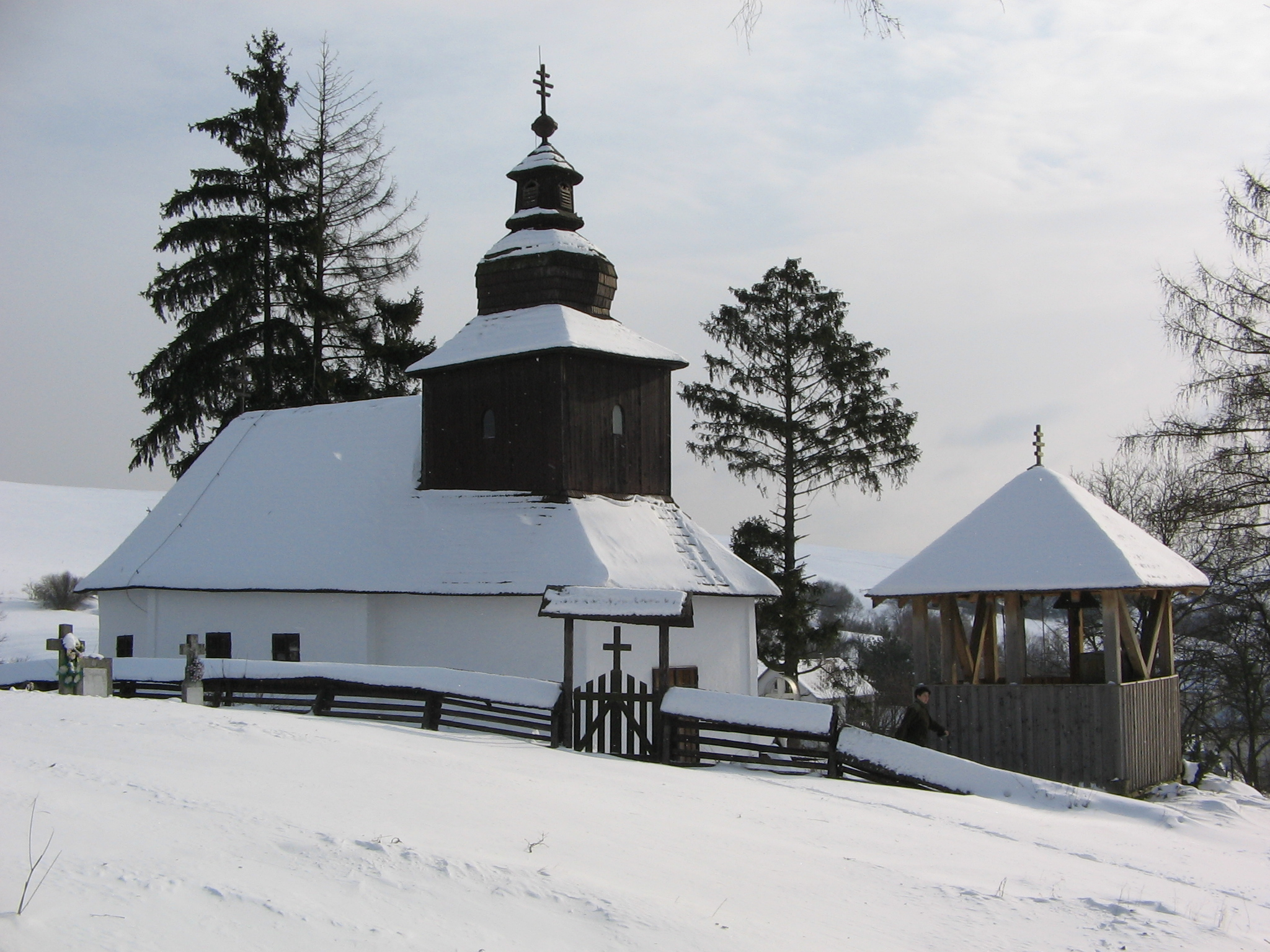
Cerkev a zvonice
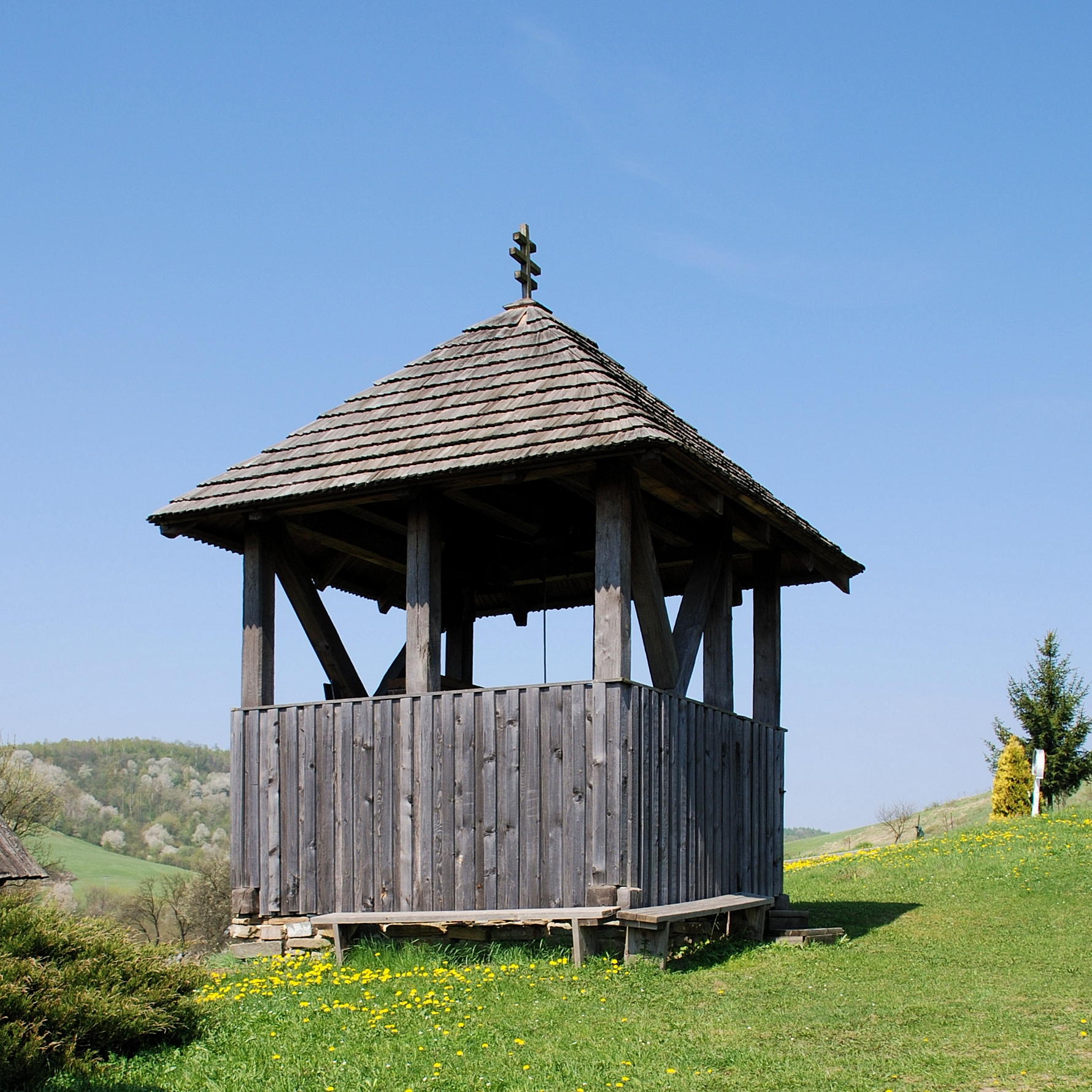
Zvonice
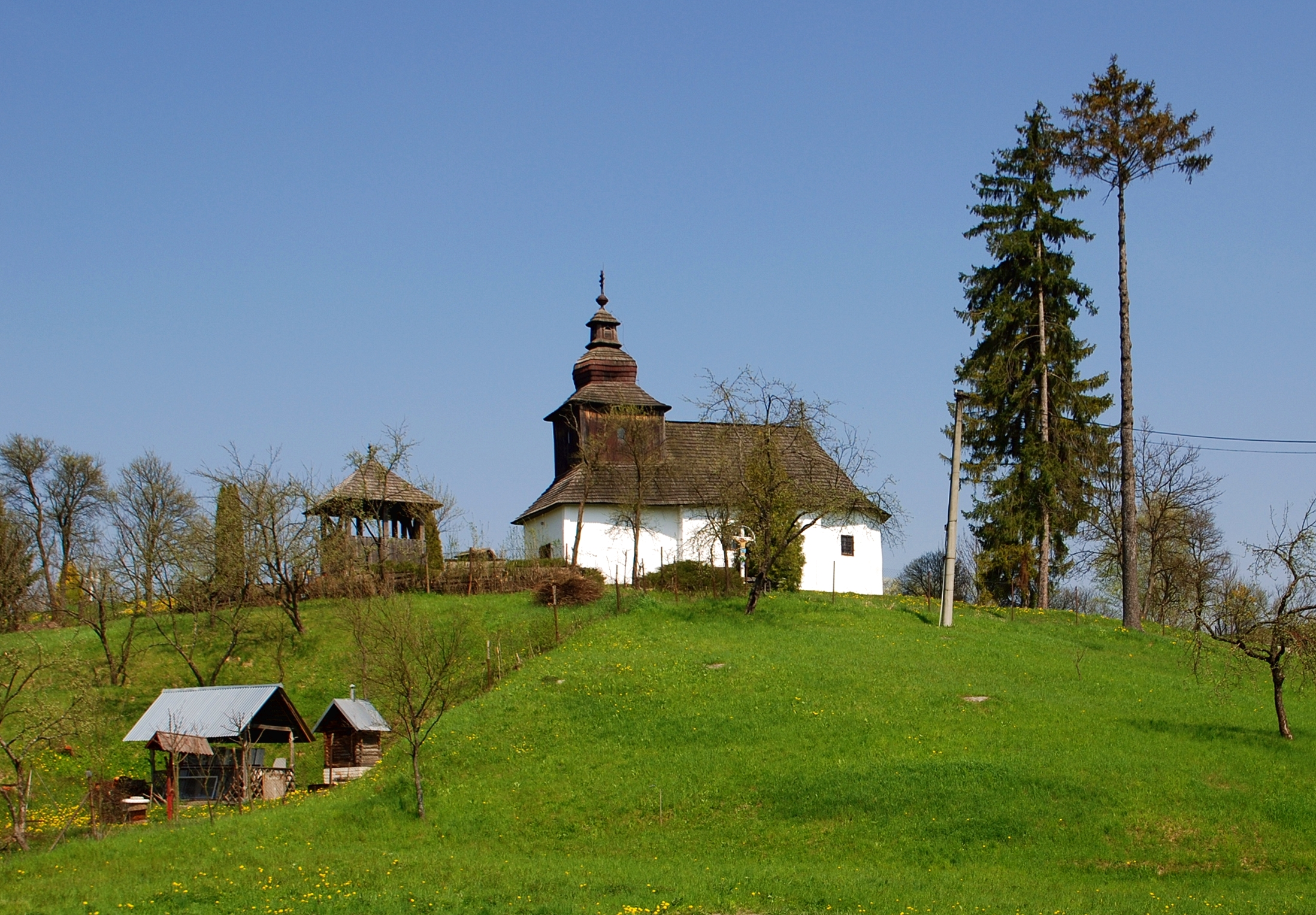
Celkový pohled
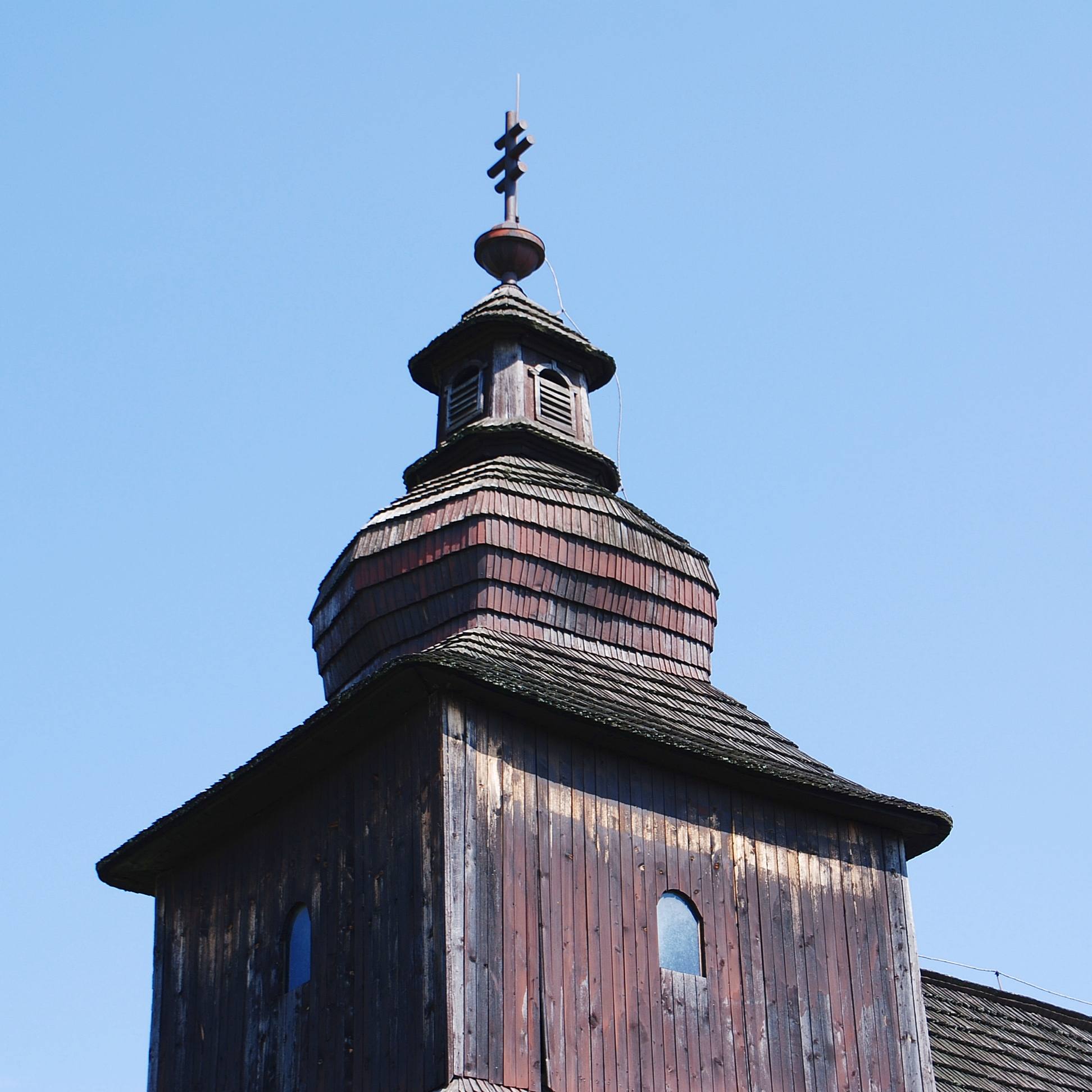
Věž nad předsíní (babincem)